# Los amigo
Los Amigo es el primer y único disco de la banda homónima, formada como un proyecto grupal por Luis Alberto Spinetta, y el primer disco póstumo del músico. El proyecto originalmente se desarrolló de manera paralela a la habitual actividad como solista de Spinetta. Fue grabado el 4 y 5 de marzo de 2011 en los estudios La Diosa Salvaje y fue lanzado el 27 de noviembre de 2015. Este trabajo surge de varias grabaciones que el propio Spinetta realizó junto a sus compañeros y amigos Daniel Ferrón y Rodolfo García, con quien ya había compartido banda anteriormente en Almendra y en anteriores discos solistas.

## Contexto
En 2011 Spinetta seguía tocando con su banda activa, realizando las últimas presentaciones de su último disco, Un mañana. 
Paralelamente, se juntaba en su estudio, La Diosa Salvaje, a tocar junto a sus amigos Daniel Ferrón y Rodolfo García. 
Dichas sesiones constaban no solo de jams y algunas canciones viejas de Luis, sino que fueron surgiendo diferentes canciones que posteriormente decidieron registrar.
El álbum fue grabado el 4 y 5 de marzo de 2011 en el estudio La Diosa Salvaje, el cual pertenecía al propio Spinetta. Se registraron cinco canciones de Spinetta, además de dos instrumentales espontáneos acreditados a todos los miembros de la banda. Todas las canciones fueron registradas en una sola toma y en vivo, con Ferrón en el bajo, García en la batería y Spinetta en guitarra y voz. 

Día viernes 4 de marzo de 2011, hicimos todas las tomas y todas las bases. Todos los temas son de una toma, no hay overdubs, no hay nada, lo que se escucha es lo que se grabó de una, en vivo, los tres juntos. El día sabado Luis puso las voces. Así fueron los dos días.
Daniel Ferrón. Los amigo EPK

En octubre de 2015, Ferrón, García y los hijos del propio Spinetta decidieron retomar el proyecto para realizar las mezclas y la producción. A las canciones originales se le sumaron teclados por parte del Mono Fontana (colaborador habitual en la obra de Luis) y orquestación por parte de la Orquesta Kashmir dirigidas por Claudio Cardone. El disco fue producido por Ferrón, García y Mariano López.
El nombre del grupo, y posteriormente del disco, se lo dio Aníbal "la vieja" Barrios, histórico asistente de escenario de Spinetta, quien sugirió el nombre, quedando textual "Los amigo", sin la s final del plural. 

Funcionábamos bajo el nombre de Los Titos, hasta que Rodolfo entró un día al estudio diciendo que ya existía una banda que se llamaba así. Nos mostró en su celular una foto que había sacado de un grafiti en una pared que decía Los Titos, Rock. Entonces, durante una de las grabaciones, Luis le preguntó a su asistente Aníbal Barrios cómo deberíamos llamarnos y él le contestó: ‘Los Amigo’. Y así quedó”.·
Daniel Ferrón

La noticia del lanzamiento póstumo del disco fue anunciada por sus hijos mediante redes sociales el 5 de octubre de 2015, quienes publicaron fotos del proceso de grabación. Dos días antes de su lanzamiento, el 25 de noviembre de 2015, se publicó el primer simple: Iris. 
El disco finalmente lanzó en una preventa especial para Buenos Aires en el marco del evento La Noche de las disquerías el día 26 de noviembre y al otro día en el resto del país. La tapa del disco fue diseñada por el propio Spinetta de manera digital, algo similar a lo que había hecho en Don Lucero. Este lanzamiento incluyó un EPK publicado en la plataforma de videos YouTube filmado y dirigido por Nahuel Mutti, yerno de Spinetta.

## Contenido
El disco cuenta con cinco canciones originales de Spinetta; Apenas Floto, Iris, Bagualerita, Canción del lugar y el track oculto Río como loco. Además incluye dos instrumentales, El Cabecitero y El Gaitero, cuya autoría es compartida por los tres integrantes de la banda.
La estética es similar a discos anteriores de Spinetta, siguiendo una línea en lo referente al jazz-rock. Dada la coyuntura de la formación del trío y la falta de teclados, las canciones siguen una línea más simple armónicamente de lo que Spinetta venía acostumbrando en discos previos. Cabe aclarar que es el primer disco que Spinetta toca como trío desde su etapa de Los Socios del Desierto. 
Apenas Floto abre el disco con una melodía basada en un fraseo jazzero de la guitarra, la misma suena como un lamento acerca de la distancia y del amor. A pesar de tener una estética de jazz-rock, la canción se basa sobre la guitarra y el walking bass de Ferrón, algo particular si se tiene en cuenta que a pesar de las numerosas incursiones de Spinetta en el género, usualmente era con teclados o con bandas que le permitían un sonido más holgado. La canción finaliza con la voz de Spinetta diciendo "Bastante feliz".
La canción Iris fue elegida como primer corte comercial. Es una balada compuesta por Spinetta y dedicada a su hermana Ana (a quien ya había mencionado anteriormente en canciones como Ana no duerme y Agnus Dei). Dicha canción había sido mencionada por Luis como "el hit" de este trío. 

Luis siempre decía "nosotros somos la peor banda de la cuadra, del barrio pero tenemos nuestro hit". Y el hit era Iris
Daniel Ferrón. Los amigo EPK

Bagualerita es una canción, como indica su título, con reminiscencias de baguala hecha rock. Spinetta había hecho algo similar previamente en su etapa junto a Invisible, en donde incluyó un fragmento de baguala en la canción En una lejana playa del ánimus. Dicha canción fue compuesta para la artista Leda Valladares quien no pudo grabarla en vida, por lo que fue posteriormente cedida a Liliana Herrero que la registró para el compilado Raíz Spinetta, en el cual varios artistas rindieron homenaje a Spinetta en tono folclórico. La versión de Herrero tiene algunas modificaciones en el estribillo para reforzar la estética de baguala, cambiando los tiempos. El final de la canción tiene un guiño instrumental a No te busques ya en el umbral, canción de Spinetta Jade.
Canción de lugar ha sido mencionada por parte de los hijos de Luis Alberto como sus preferidas personales y es en el que prevalece la prosa más Spinetteana del disco, en una canción que sugiere buscar la melodía en cada una de las cosas. Incluye, además de la banda original, teclados por parte de Claudio Cardone.

A mi modo de sentir me lleva a pensar que cada lugar podría tener una canción, cada esquina, cada lugar del planeta, una melodía, un registro, algo que traiga el viento
 Valentino Spinetta, acerca de Canción del Lugar

## Lista de temas
1. Apenas floto - 3:26
2. Iris - 4:25
3. El cabecitero (instrumental) - 4:03
4. Bagualerita - 3:40
5. El gaitero (instrumental) - 4:39
6. Canción de lugar - 6:04
7. Iris (acústica) (canción oculta: Río como Loco) - 8:00

## Músicos
- Luis Alberto Spinetta: guitarra, voz
- Daniel Ferrón: bajo.
- Rodolfo García: batería.
- Claudio Cardone: teclados y dirección.
- Mono Fontana: teclados.
- Valentino Spinetta: piano Rhodes.
- Orquesta Kashmir: orquestación.